# Ludwig Habicht
Ludwig Habicht (geboren am 23. Juli 1830 in Sprottau, Kreis Sprottau, Provinz Schlesien; gestorben Ende Dezember 1908 in Amalfi, Italien) war ein deutscher Schriftsteller und Journalist.

## Leben
Habicht war der Sohn eines Schuhmachermeisters. Da seine Eltern nicht die Mittel besaßen, ihn auf die Universität zu schicken, musste er nach dem Besuch der Realschule ab 1845 als Schreiber eines Rechtsanwalts arbeiten, bildete sich aber währenddessen autodidaktisch fort. Ab 1857 arbeitete er als Schriftsteller und Sprachlehrer in Dresden und ging 1862 nach Berlin, wo er zeitweise Redakteur des Deutschen Magazins und der Kleinen Roman-Zeitung war. Später lebte er im schlesischen Sagan und ab 1881 bis zu seinem Tod abwechseln in Sorrent und Bordighera in Italien.
Habicht war ein produktiver und populärer Autor, der neben historischen und Zeitromanen vor allem Kriminalerzählungen und -romane verfasste, darunter Detektivgeschichten (Verrathen und verloren 1869; Das Haus des Unfriedens 1877; Zum Schein 1886) und Schmugglergeschichten (Auf der Grenze 1878).

## Werke
- Kriminal-Novellen. Breslau 1864, Digitalisat.
- Der Stadtschreiber von Liegnitz. Historischer Roman. 3 Bde. Breslau 1865, Bd. 1, 2, 3.
- Irrwege. Erzählungen und Novellen. 2 Bde. Breslau 1866, Bd. 1, 2.
- Verrathen und verloren. Kriminalerzählung. Berlin 1869.
- Zwei Höfe. 3 Bde. Breslau 1870, Bd. 1, 2, 3.
- Vor dem Gewitter. Roman. 4 Bde. Hannover 1873, Bd. 2, 3.
- Am Genfer See. Erzählung. 2 Bde. Jena 1875.
- Schein und Sein. Roman. 5 Bde. Jena 1875.
- In Paris. Eine Erzählung. Jena ca. 1875, Digitalisat.
- Das Haus des Unfriedens. Erzählung. Berlin 1877.
- Auf der Grenze. 4 Bde. Breslau 1878
- Der rechte Erbe. Roman. Breslau 1879.
- Wille und Welt. Roman. 3 Bde. Leipzig 1884.
- Im Sonnenschein. Roman. 3 Bde. Breslau 1885.
- Zum Schein. Erzählungen aus dem Volksleben. Leipzig 1886.
- Das Grafenhaus. Kriminalroman. Preßburg 1896.
- Der Falschmünzer. Zwei Erzählungen. Leipzig 1896.
- Die Erbschaft. Kriminalroman. Berlin 1897.
- Widersprüche. Novelle. Berlin 1899.
- Das Geheimnis des Waldes. Roman. Berlin 1900.
- Besondere Kennzeichen. Erzählung. Berlin 1902.